# Бланко 1
Бланко 1 (англ. Blanco 1) — рассеянное звёздное скопление, расположенное в 850 световых годах от Солнца в созвездии Скульптора. Скопление открыл пуэрто-риканский астроном Виктор Мануэль Бланко (Víctor Manuel Blanco) в 1949 году, заметивший необычно высокую долю звёзд спектрального класса A в области протяжённостью 1,5°.
 Скопление является относительно молодым, его возраст составляет 100-150 млн лет. Скопление расположено в высоких галактических широтах: галактическая широта равна −79,3°, что соответствует расстоянию около 780 световых лет (240 пк) от плоскости галактики. 
Бланко 1 состоит приблизительно из 300 звёзд, около 170 из них имеют видимую звёздную величину меньше 12. Среди звёзд, чья принадлежность скоплению подтверждена, восемь обладают избытком инфракрасного излучения, что свидетельствует в пользу наличия у данных звёзд остаточных дисков.
 Около половины звёзд скопления входит в состав двойных звёзд, шесть звёзд являются спектральными двойными. В скоплении также присутствуют 30-40 коричневых карликов.